# Ahmose-Sitamon
Ahmose-Sitamon byla staroegyptská princezna pocházející z počátku 18. dynastie.
Sitamon byla dcerou prvního faraona Nové říše Ahmose I. a sestrou jeho nástupce Amenhotepa I. Používala tituly „Božská manželka“, „Královská dcera“ a „Královská sestra“. Její kolosální socha stála před osmým pylonem v Karnackém chrámu. Mumie princezny Ahmose-Sitamon byla nalezena ve skrýši v Dér el-Bahrí a nyní se nachází ve sbírce Egyptského muzea v Káhiře.
Její jméno v překladu znamená „Zrozená Iahem, dcera Amonova“.